# Trafic (album de Gaëtan Roussel)
Pour les articles homonymes, voir Trafic.
Albums de Gaëtan Roussel
Orpailleur
(2013) Est-ce que tu sais ?
(2021)
Singles
1. Hope
Sortie : 2018

Trafic est le troisième album studio de Gaëtan Roussel, sorti le 28 septembre 2018.
L'album est enregistré entre Los Angeles et Paris. Lors d'un atelier d'écriture, Gaëtan Roussel rencontre et travaille avec le guitariste suédois Jonas Myrin (en) et le guitariste australien Justin Stanley (en) (Eric Clapton, Sheryl Crow) puis à Paris avec le DJ Dimmi et Antoine Gaillet (Miossec, Julien Doré). Contrairement à l'album précédent, le chanteur souhaitait  « une ligne claire, des mélodies et des sujets un peu plus définis »,.
L'album contient un duo avec Vanessa Paradis.

## Titres
| No  | Titre                                                         | Auteur | Durée |
| --- | ------------------------------------------------------------- | ------ | ----- |
| 1.  | Le Jour et la Nuit                                            |        |       |
| 2.  | Hope                                                          |        |       |
| 3.  | Je veux bien, je ne sais pas                                  |        |       |
| 4.  | Tu me manques (Pourtant tu es là) en duo avec Vanessa Paradis |        |       |
| 5.  | J'entends des voix                                            |        |       |
| 6.  | N'être personne                                               |        |       |
| 7.  | Dedans il y a de l'or                                         |        |       |
| 8.  | Ne tombe pas                                                  |        |       |
| 9.  | Tellement peur                                                |        |       |
| 10. | La Question                                                   |        |       |
| 11. | Début                                                         |        |       |